# Schwarzbach (Aa)
Der Schwarzbach ist ein rechter Nebenfluss des Johannisbachs (der im späteren Verlauf Aa heißt). Er liegt im nordöstlichen Nordrhein-Westfalen im Gebiet des Kreises Gütersloh und der Stadt Bielefeld.

## Verlauf
Der Schwarzbach entspringt in Werther (Westf.) nördlich des Teutoburger Waldes und fließt in südöstlicher Richtung dem Stadtgebiet von Bielefeld zu. Bei Erreichen der Grenze zu Bielefeld bildet der Bach zunächst die Westgrenze des Naturschutzgebiets Deppendorfer Wiesen und nimmt nur etwa 100 Meter später im Naturschutzgebiet Schwarzbachtal von rechts den Mühlenbach auf. Er durchfließt dann zunächst den Bielefelder Stadtteil Deppendorf im Bezirk Dornberg. Etwa 600 Meter außerhalb des Ortes wird ebenfalls rechtsseitig der Hasbach aufgenommen. Das Naturschutzgebiet Schwarzbachtal endet etwa einen Kilometer weiter flussabwärts, dort angrenzend und nur durch eine Straße getrennt beginnt das Naturschutzgebiet Mühlenmasch. Weitere 600 Meter später fließt von links aus dem Naturschutzgebiet Beckendorfer Mühlenbachtal der namensgebende Bach zu. Wenig später mündet der Schwarzbach von links kommend in den Johannisbach.

## Geschichte
Der Schwarzbach markierte zwischen 1811 und 1815 die Grenze zwischen Frankreich und dem Königreich Westphalen.